# Palacio Budini Gattai

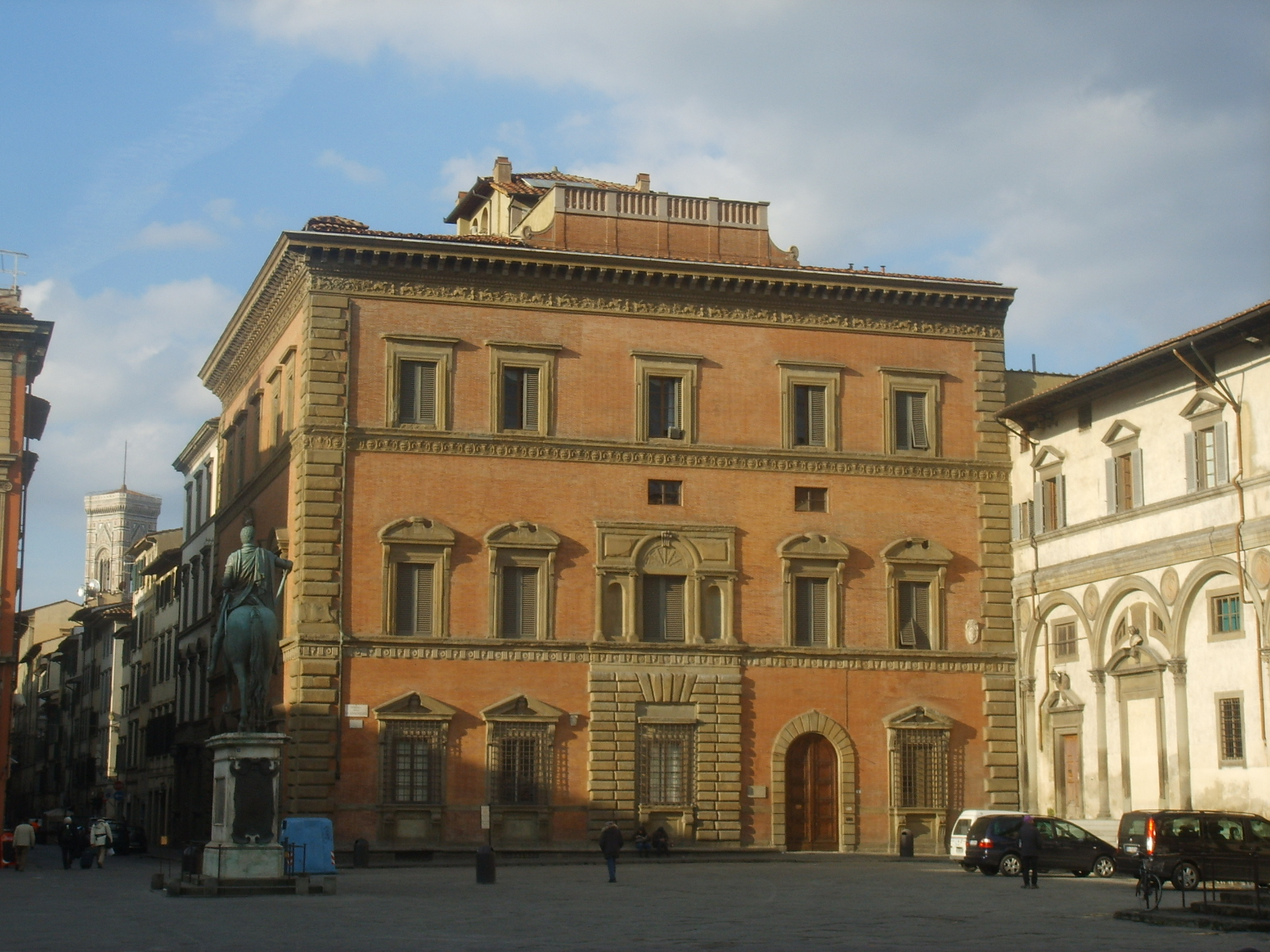
Palacio Budini Gattai de la Piazza Santissima Annunziata

El palacio Budini Gattai, también conocido anteriormente como palacio Grifoni, es un palacio italiano localizado en Florencia, frente a la Plaza Santíssima Annunziata.

## Historia y arquitectura

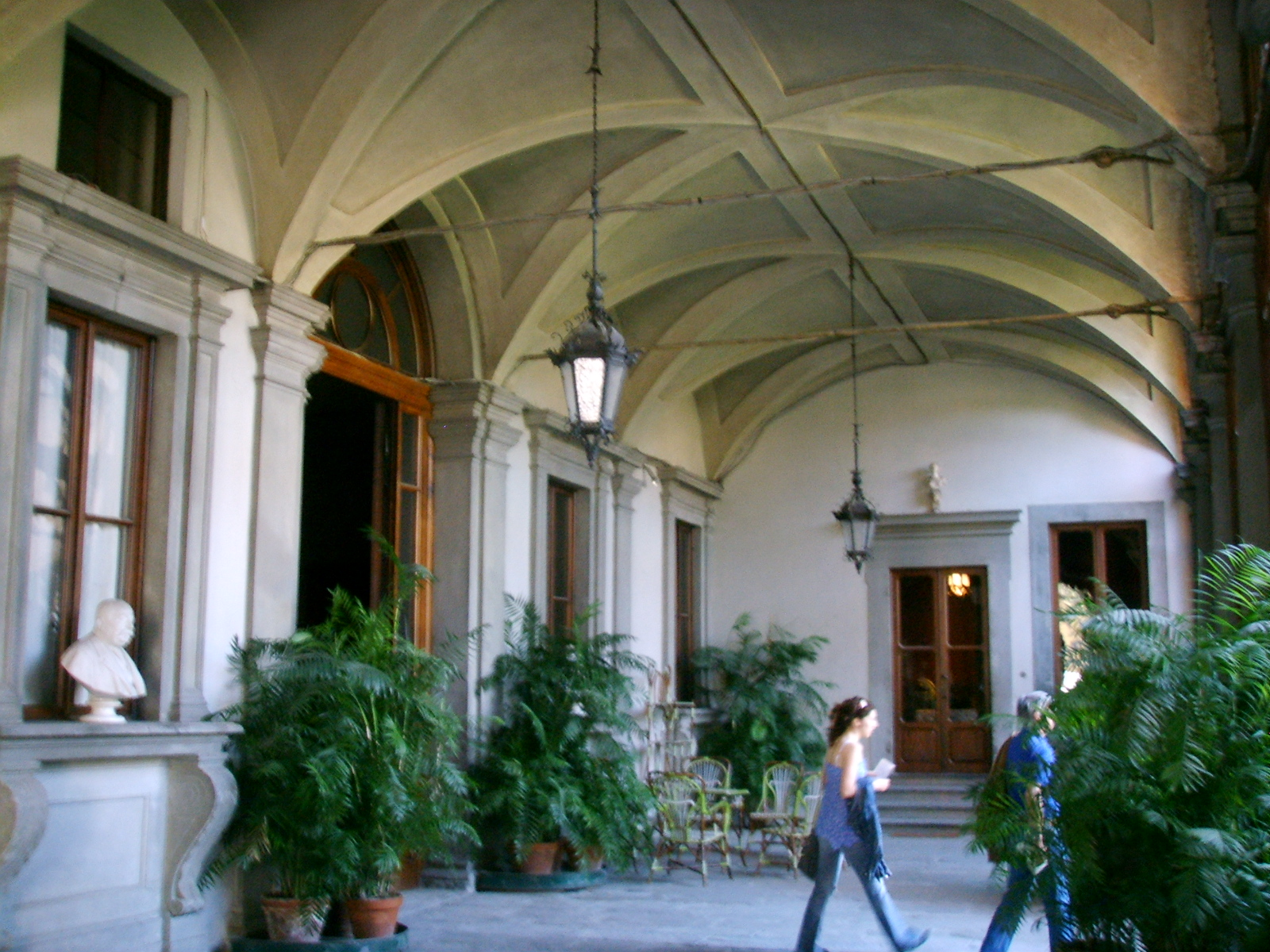
Palacio Budini Gattai en su interior

En lugar del palacio Budini Gattai existían algunos terrenos que pertenecían, desde 1250, a la Orden de los Siervos de María, domiciliados en la Basílica de la Santissima Annunziata situada enfrente. Aquí, se realizaba antiguamente la "Fiesta del la Rificolona" y los festejos por la Anunciación el día del fin de año florentino.
En 1464 el prior General ordenó la venta de algunos terrenos a ciudadanos que quisieran edificar palacios, habiendo sido adquiridos por Antonio di Puccio, de la ilustre familia de los Pucci, para la construcción de cinco casas, de las cuales solamente la situada en la esquina fue efectivamente edificada.Entonces, los Siervos de María, viendo que las condiciones para la construcción de los edificios no estaban siendo respetadas, se reapropiaron de los terrenos y arrendaron la única casa a Roberto de Ricci. 
Ugolino di Jacopo Grifoni, secretario del Cosme I de Médici, entonces de riqueza bastante reciente, adquirió en 1549 la casa a la familia Ricci, con el propósito de demolerla y sustituirla por un imponente palacio, simbolizando y consolidando su ascenso político.
El proyecto, iniciado por Giuliano di Baccio D'Agnolo (alumno de Miguel Ángel Buonarroti) en 1563, fue proseguido tras su muerte por Bartolomeo Ammannati, el cual, probablemente, también se ocupó del proyecto del jardín, hasta 1574. Al parecer, Ammannati había quitado inspiración de algunos proyectos que Miguel Ángel había efectuado para casas de su familia. La fachada, ejemplar casi único en Florencia de realización con ladrillos a la vista, presenta en el lado de la Vía di Serví un amplio portal encimado por un original panel con bajos relieves alegóricos.
Originalmente fue la opción de modificar la planta tradicional de los palacios florentinos, con el patio interno sustituido por un jardín, sobre el cual se abre un pórtico con cinco arcadas, actualmente cerrado por vitrales y decorado con estatuas. Teóricamente, debería haber sido construido un patio en U, con una logia al largo de los tres lados, pero el proyecto no fue terminado.
La fachada volcada al patio muestra, en el primer piso, tres arcos, completamente tamponados, sobre semicolunas con jónicos capitales, en el color típico de la pietra serena que asienta sobre el color rosada actual. Este logia superior es una reinvención libre del motivo de la serliana, presente también en otras obras de Ammannati, como la Basílica del Santo Espíritu. 
Alrededor de 1573, fue probablemente definida la estructura del jardín a la italiana y, en particular, fue realizada la fuente monumental. En 1574, el palacio podía decirse terminado, aunque en el lado de la plaza no tuviera una forma cúbica. Solamente en 1772 Pietro Grifoni había encomendado los trabajos que dieron al palacio la forma actual. En el mismo periodo, el jardín fue aumentado y la fuente decimosexta fue desplazada y sustituida con una pared donde fue colocada la estatua de Venus.
En el año de 1800, la familia Grifoni se extinguió y la propiedad fue cedida a la familia Riccardi que, más tarde, lo dejaron por herencia a los Mannelli; por fin, cerca de 1890, entró en la posesión del jinete Leopoldo Gattai (más o menos en el mismo periodo en que su hermano Gaetano adquiría el Palacio Wilson-Gattai) y de su yerno Francesco Budini. A este último se debe la intervención de restauración y modernización general, con ayuda del arquitecto Giuseppe Boccini. En el transcurrir de los trabajos fue creada una escadaria monumental y además de ser rehecha, en gran medida, la estructura en piedra.Por otro lado, fueron completados los frisos de máscaras del segundo andar y el rizo sobre la cornisa, el cual permanecía incompleto desde los tiempos de la construcción. 
Los Budini-Gattai son, hasta hoy, los propietarios del complejo, y también de la antigua Logia de los Siervos de María, los cuales arriendan el palacio para convenciones y eventos especiales.

## Jardín interior
Antiguamente, el jardín era famoso por su conjunto escultório. El siglo XVIII, Pietro Grifoni amplió el jardín reculando el muro que lo limitaba y haciéndolo decorar con cuadrados de yeso. 
El jardín actual, modificado más tarde a finales del siglo XIX, se presenta arreglado con camas curvilineas y contiene bellas colecciones de camélia y azáleas que florecen espléndidamente en primavera.
Peculiar es la fuente decimosexta reconstruida el siglo XVIII sobre la pared lateral, la cual se encuentra enriquecida con concreciones esponjosas y con la estatua maneirista de Venus y los monstruos marinos, del escultor Giovanni Bandini, documentada como encomienda de los Grifoni.
Otros elementos decorativos del jardín son la bella estufa en hierro y vidrio, construida cerca de 1892, el bosque de bananeiras y el llamado "Monumento all'albero scomparso" (Monumento al árbol desaparecido) realizado en 1908 en memoria de un ejemplar secular de Laurus camphora que secó durante el invierno.
El muro que rodea el jardín es delineado por loureiro, mientras los setos son delimitadas por buxo. En la estufa fue colocada una fuente revestida de esponjas y conchas, tal vez obra de Ammannati.

## Curiosidades
Existe una curiosa leyenda de fantasmas sobre la habitación que corresponde a la última ventana de la derecha en la planta superior, una noble señora, Bianca Capelli (*no esta confirmado), que espera el regreso de su amado que partió a la guerra, mientras esperaba sentada en un banco junto a la ventana. El hombre no volvió y la dama permaneció conectada a aquella sala y a la vista de aquella ventana hasta a su muerte.
Tras su cuerpo haber sido llevado, alguien intentó cerrar la ventana, pero se generaron una serie de sucesos extraños como el movimiento de muebles y pinturas que forzó los parientes a reabrírla y, desde entonces, fue siempre mantenida por lo menos entreabierta, con la persiana levantada para permitir siempre la vista sobre la plaza. Efectivamente, quien mire la fachada del palacio puede verificar que al menos una persiana está siempre entreabierta ya que hasta el día de hoy la familia que hoy habita el palacio mantiene la ventana abierta.
Cuenta la leyenda que Fernando de Médici, Gran duque de Toscana, tuvo un amorío con una hermosa dama que vivía en el palacio, el partió a la guerra y ella lo espero hasta le día de su muerte.
Si se observa desde la plaza Santísima Anunciada (Santissima Anunnziata), la mirada de la estatua de Fernando de Médici (construida por Giambologna y terminada por Pietro Tacca) apunta hacia la habitación en la que la dama solía esperar a su regreso.
Otras fuentes revelan que existió un triángulo amoroso entre Capelli y dos hermanos Medici, pero se mantiene como un asunto por comprobar.

## Galería de imágenes

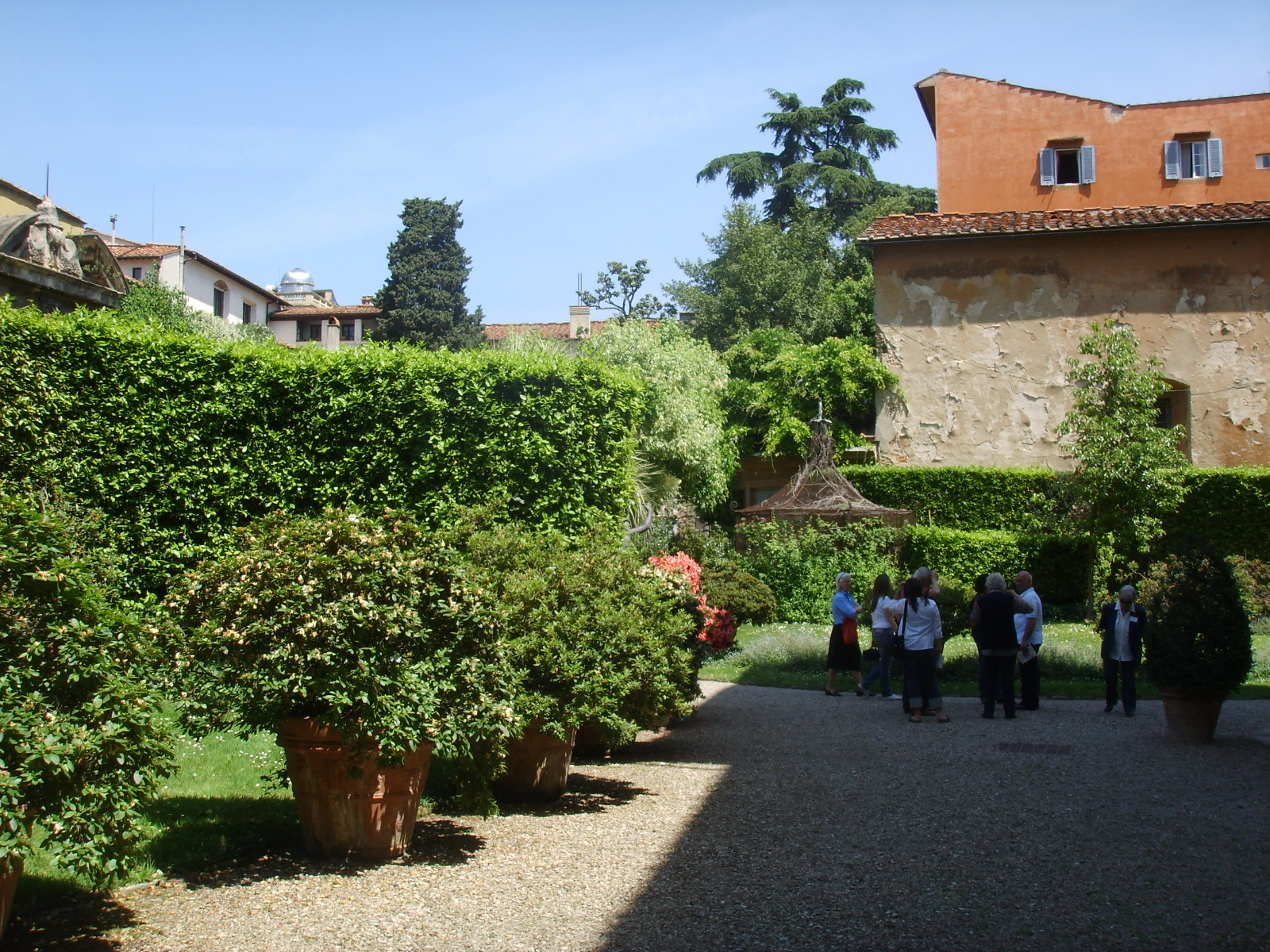
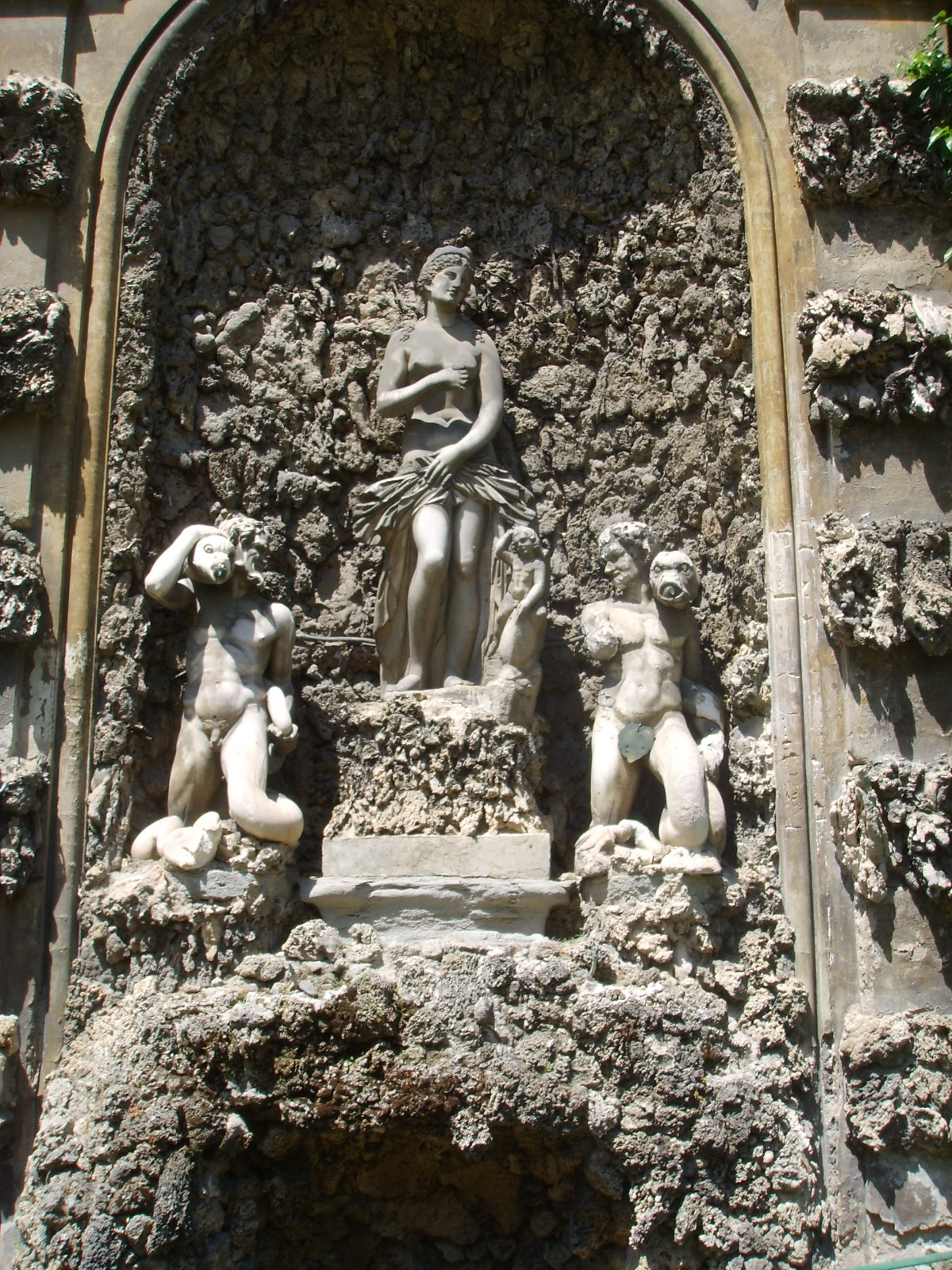
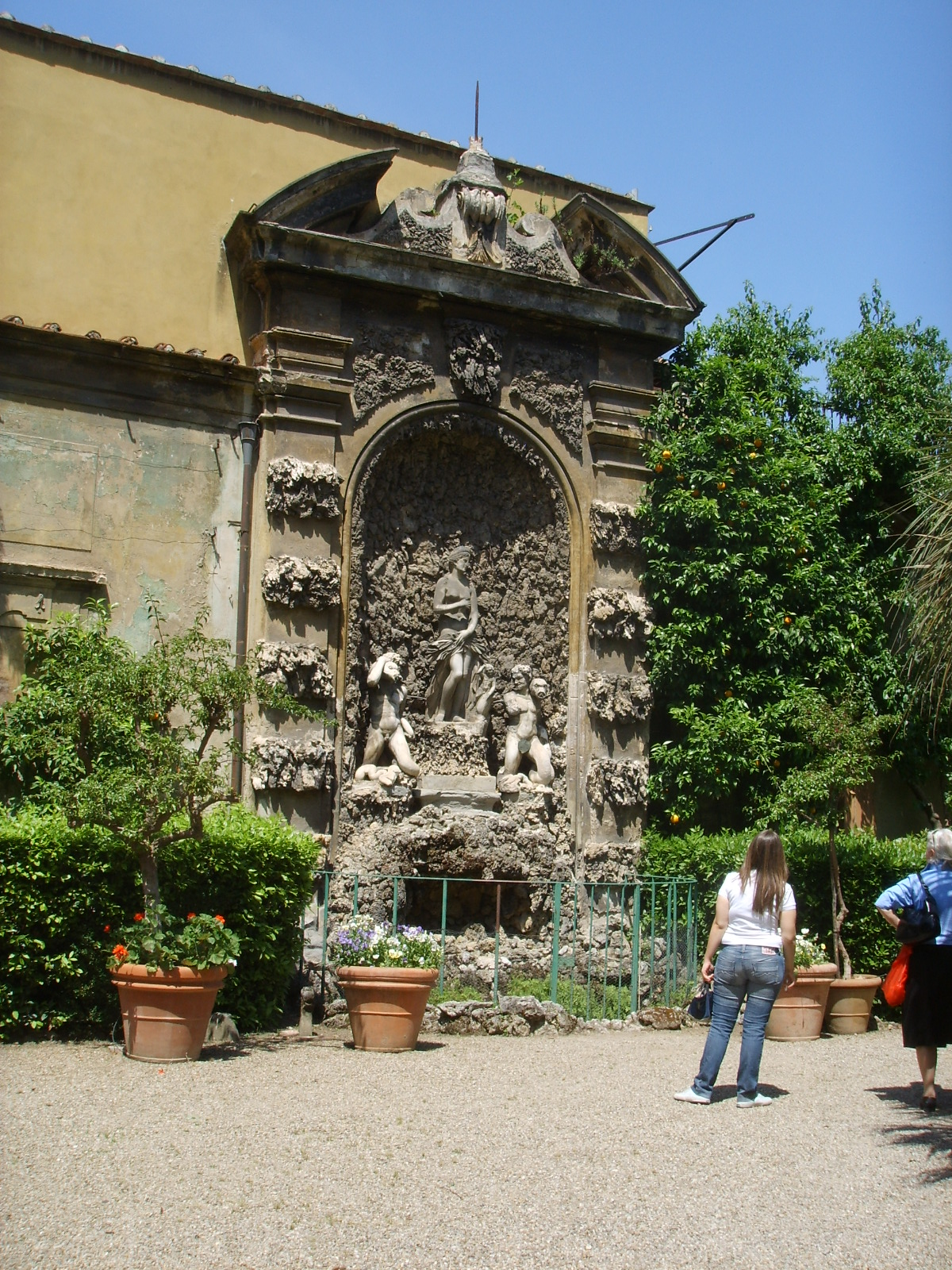
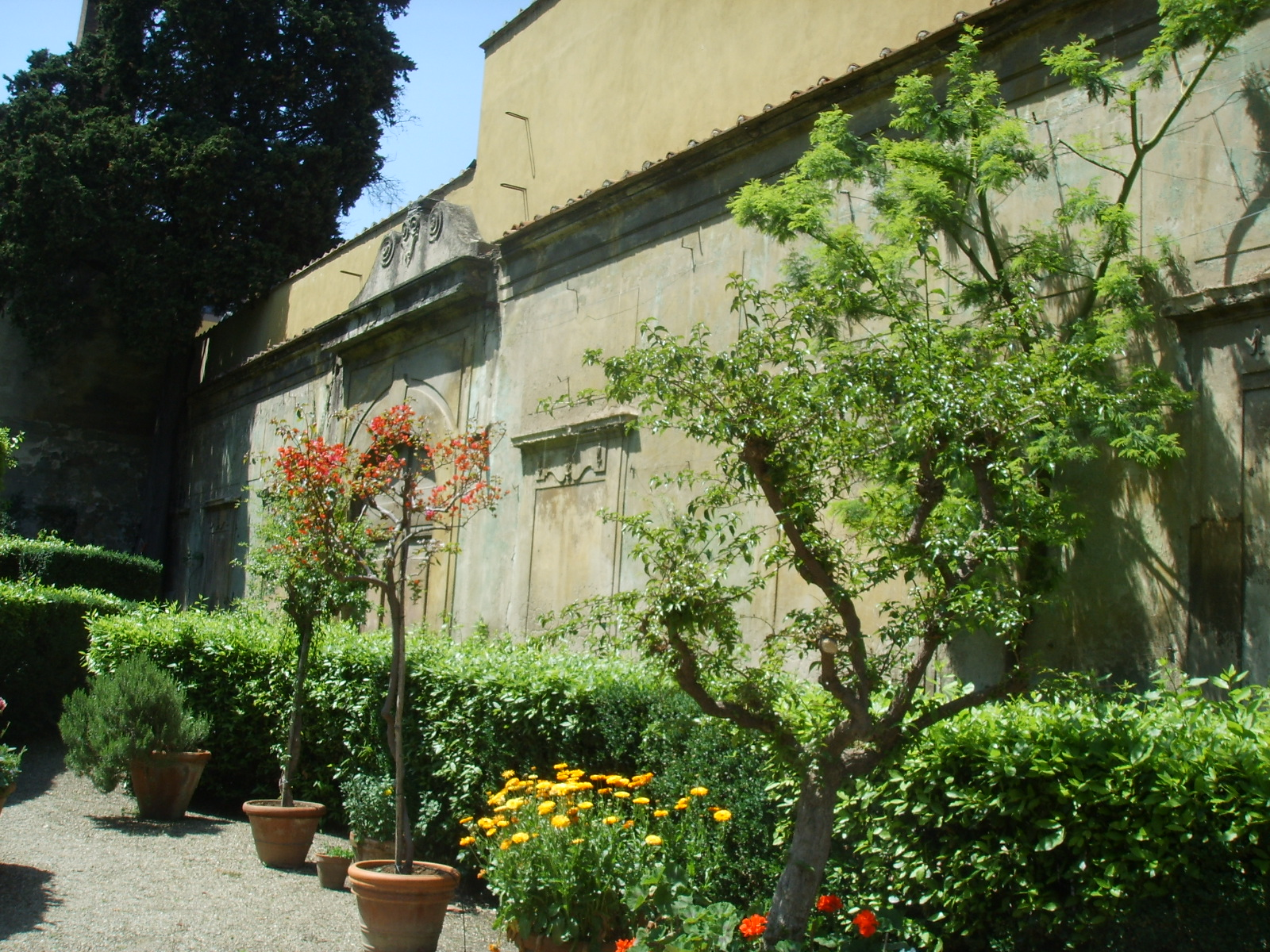
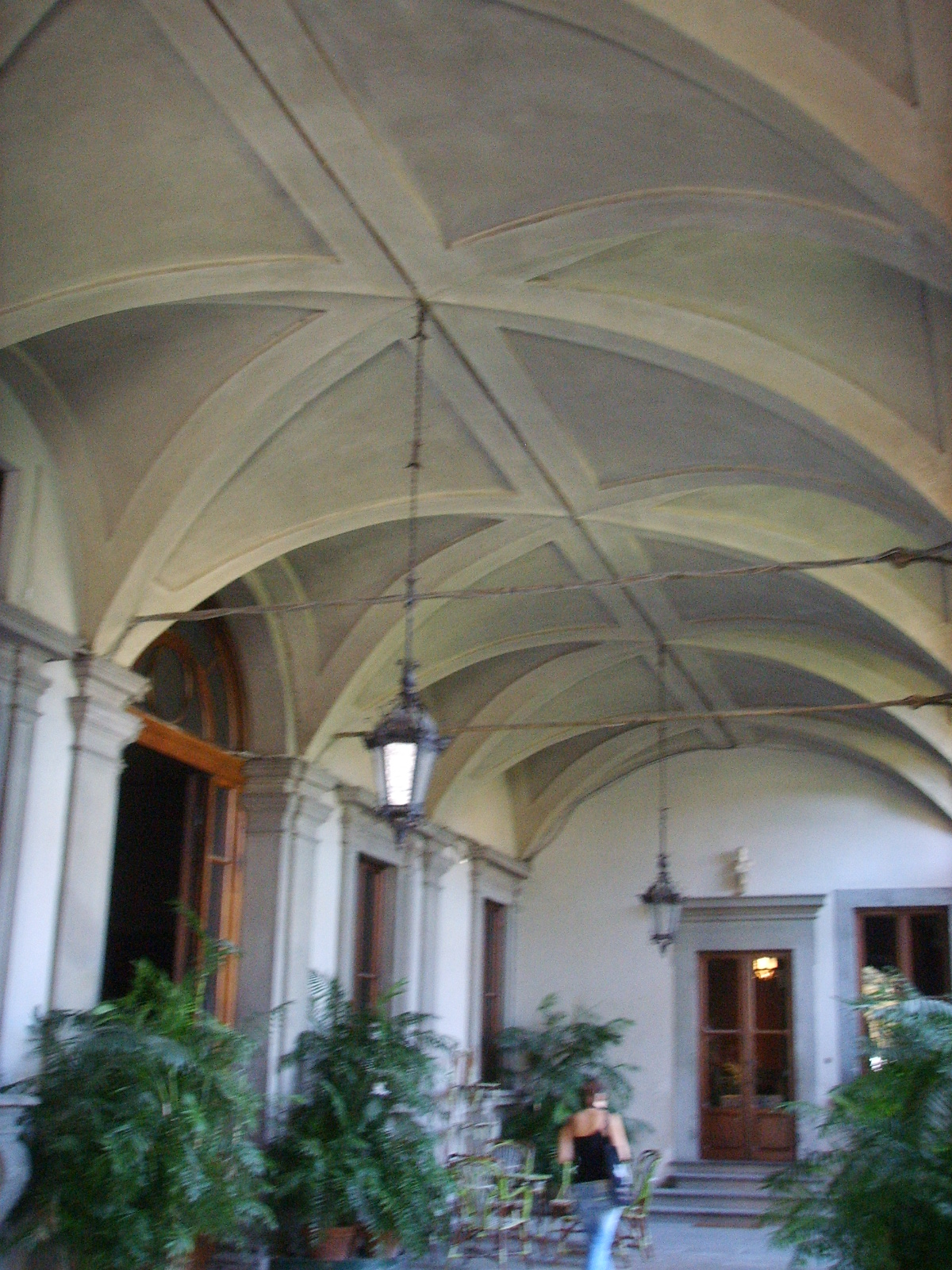
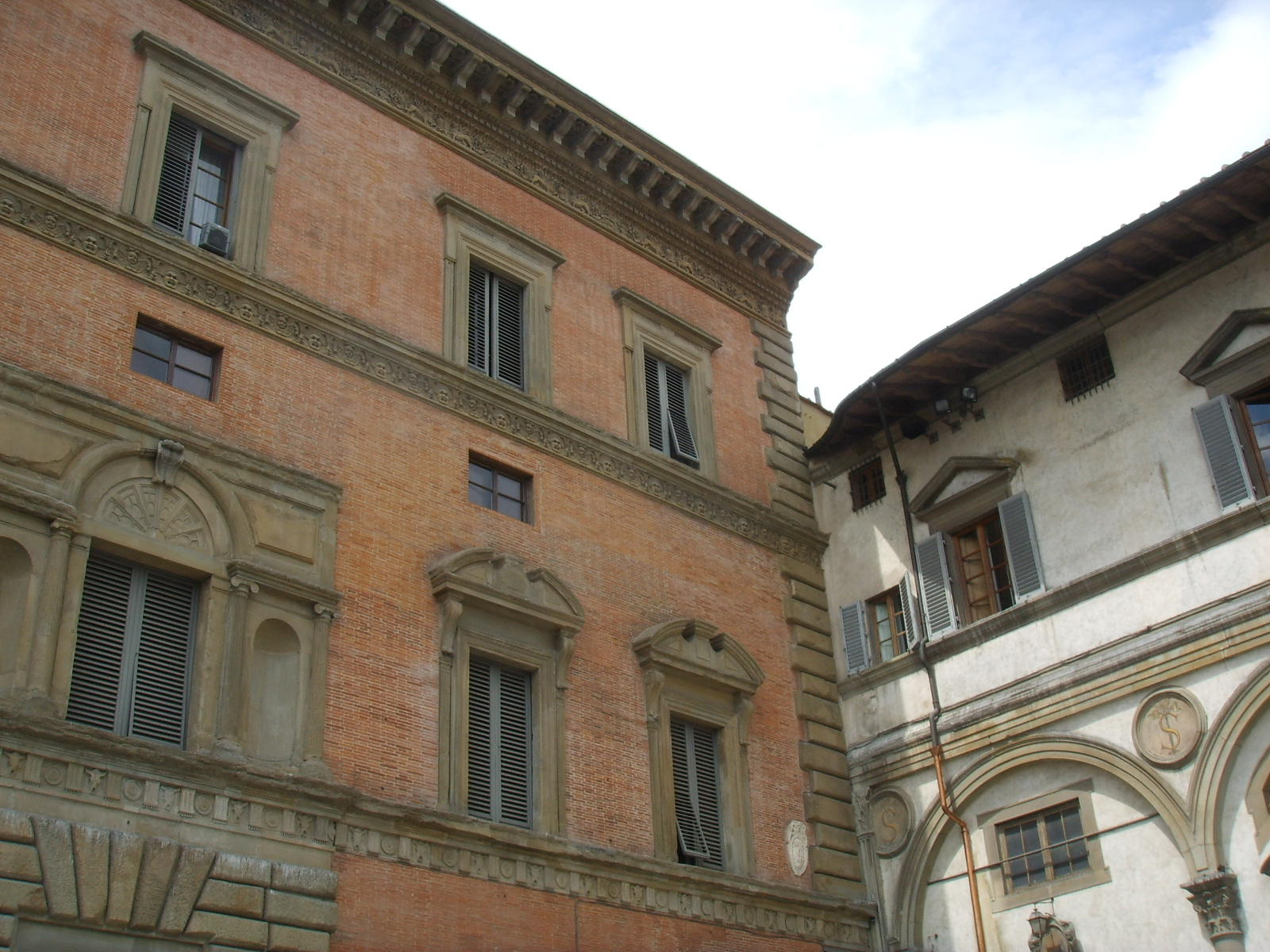
Persiana Entreabierta
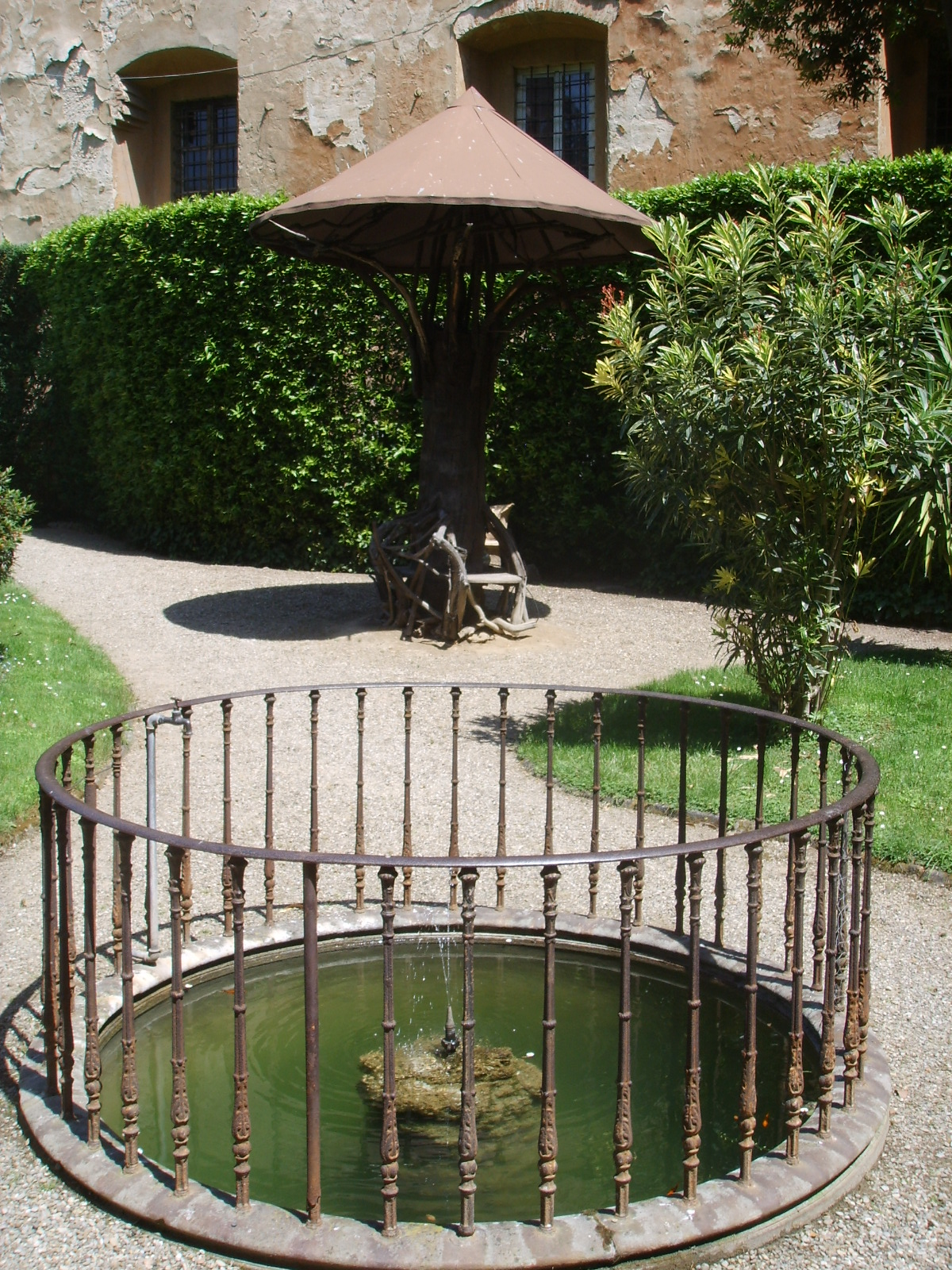